# Bataillon de marche no 1
Pour les articles homonymes, voir Bataillon de l'Afrique-Équatoriale française.
 (mars 2024).
Si vous disposez d'ouvrages ou d'articles de référence ou si vous connaissez des sites web de qualité traitant du thème abordé ici, merci de compléter l'article en donnant les références utiles à sa vérifiabilité et en les liant à la section « Notes et références ».
Le bataillon de marche no 1 en Afrique-Équatoriale française (AEF) était une unité militaire française créée pendant la Seconde Guerre mondiale et intégrée au sein des Forces françaises libres du général de Gaulle.

## Création et différentes dénominations
- Renfort no 4 (commandant Delange)
- Bataillon de marche no 1

## Composition et effectifs
Un millier d'hommes chacun, provenant du Régiment de tirailleurs sénégalais du Tchad (Saras), destinés à combattre en France, se trouvent bloqués à Brazzaville et forment le renfort no 4 (commandant Delange).

## Campagnes de la Seconde Guerre mondiale
- 1940 - Campagne du Gabon
- Le 26 mai 1941, le bataillon est passé en revue par le général de Gaulle.
- Campagne de Syrie en 1941, participation à la prise de Damas le 21 juin 1941.

## Personnalités ayant servi au bataillon de marcheno1
- Compagnons de la Libération
  - Raymond Delange (1898-1976), commandant du bataillon de 1940 à 1941.
  - Edmond Coussieu (1899-1941).
  - Marie-Roger Tassin (1900-1953).
  - Jean-Louis Sourbieu (1903-1957).
  - Pierre Blanchet (1907-1944).
  - Yves Monteggiani (1907-1965).
  - Alphonse Guéna (1908-1944).
  - Jean-Salomon Simon (1908-1945).
  - Jacques Massu (1908-2002), commandant du bataillon de 1942 à 1943.
  - Abel Billy (1909-1944).
  - René Quantin (1910-1944).
  - Pierre Rougé (1911-1941), capitaine commandant la 2ème compagnie.
  - Nicolas de Glos (1911-1976).
  - Daniel Vigneux (1912-1946).
  - Jacques Langlois de Bazillac (1912-1950).
  - Thadée Diffre (1912-1971).
  - Jean Coupigny (1912-1981), médecin chef du bataillon, sénateur du Moyen-Congo.
  - Lucien Berne (1912-1993).
  - Jean Magne (1913-1958).
  - Paul Postaire (1915-1962).
  - Michel Cruger (1915-1979).
  - Philippe Fratacci (1917-2002).
  - André Sorret (1918-1949).
  - Corentin Prigent (1919-1941).
  - Georges Delrieu (1919-1944).
  - Toussaint Gozzi (1919-1946).
  - Dominique Kosseyo (1919-1994).